# ディノ・ペリッチ
ディノ・ペリッチ（Dino Perić、1994年7月12日 - ）は、クロアチア・オシエク出身のサッカー選手。プルヴァHNL・NKディナモ・ザグレブ所属。ポジションはDF。元クロアチア代表。

## クラブ経歴
2013年にNKディナモ・ザグレブの下部組織に加入し、すぐにNKセスヴェテへとレンタルされた。
2017年7月7日、NKディナモ・ザグレブに移籍した。

## 代表経歴
2019年11月16日、スロバキア代表とのUEFA EURO 2020の予選でクロアチア代表デビューを果たした。